# Hile (Xipre)
|  | Per a altres significats, vegeu «Hile». |

Hile (grec antic: Ὕλη, Ile; llatí: Hyle) fou una ciutat de Xipre esmentada per Esteve de Bizanci, que diu que s'hi adorava Apol·lo i que hi era anomenat Apol·lo Hileta o Hilata. Es trobava en terreny pedregós, prop de Cúrios. Les inscripcions que s'hi han trobat demostren que encara era habitada en temps de Trajà.